# Luigi Piccinato
Luigi Piccinato (Legnago, 30 ottobre 1899 – Roma, 29 luglio 1983) è stato un architetto, urbanista e politico italiano.

## Biografia
Si laurea in architettura all'Università "La Sapienza" di Roma nel 1923, avviando sin dai primi anni un'intensa attività didattica e professionale, soprattutto nel campo dell'urbanistica. Dimostra subito la sua estrema sensibilità per le matrici storiche del territorio e per l'ambientale. Nell'ambito sempre di una sua vasta visione di soluzioni derivanti da una sintesi quotidiana di tutti i problemi urbanistici, fra i molti suoi interventi per Napoli, è bene ricordare il progetto per la Stazione Centrale e il progetto per il Concorso Nazionale per la Facoltà di Medicina e Chirurgia (premio IN/ARCH Domosic) dove esaltò particolarmente il problema dell'ambientamento. Negli stessi anni la sua presenza è segnalata anche a Benevento, dove oltre ad un importante Piano Regolatore del 1932, costruisce anche la sede del Liceo Classico (1938), dallo stile asciutto, severo e privo di accenti decorativi, senza dubbio uno dei suoi edifici più rilevanti, sospeso tra Metafisica e Razionalismo. 
Dal 1941 si dedica alla conclusione della costruzione del Teatro Salieri, nella sua città natale, ma i lavori secondo il suo progetto non vennero mai completati.
II premio IN/ARCH Domosic gli viene assegnato anche nel 1961 per lo Stadio Adriatico di Pescara. Per quanto concerne l'urbanistica, nel 1954 riceve il Premio Nazionale Olivetti per l'Urbanistica, motivato fra l'altro dall'«equilibrio fecondo» con cui egli seppe cogliere «gli aspetti storico-problematici e creativo-pratici dell'attività urbanistica».
La profonda conoscenza delle matrici storiche del territorio gli permette altresì di intervenire con raro equilibrio, nel delicato tessuto di numerosissimi centri urbani in Italia: da Brescia a Matera, da Napoli a Roma, le sue analisi e le sue previsioni si sono sempre dimostrate profetiche, come pure la sua fama di grande urbanista lo ha portato ad affrontare temi internazionali prestigiosi.
Autore di una vastissima serie di pubblicazioni e di studi nel campo dell'urbanistica, viene chiamato a tenere corsi e conferenze ad altissimo livello scientifico in numerose città, sia italiane che straniere, facendo parte contemporaneamente di Commissioni e Comitati di studio e partecipando a Congressi urbanistici nazionali e internazionali.
Nel 1942 viene chiamato dalla casa di produzione SAGIF Artisti Associati per la realizzazione delle scenografie del film La fortuna viene dal cielo, girato negli Stabilimenti FERT di Torino, che rappresenta il suo unico lavoro nel campo della cinematografia.
Membro di numerose Accademie ed Istituti culturali italiani e stranieri, quali: l'Accademia nazionale di San Luca, l'Accademia Ligustica di Genova, la Deutsche Akademie für Städtebau und Landesplanung di Düsseldorf, è stato Vicepresidente dell'Istituto Nazionale di Urbanistica (INU) dal 1952 al 1969.
Nel 1945 fonda insieme a Bruno Zevi, Mario Ridolfi e Pier Luigi Nervi l'A.P.A.O. (Associazione Per L'architettura Organica) per promuovere quel tipo di architettura derivante dalle opere di Frank Lloyd Wright.
Lo stesso anno, insieme a Cino Calcaprina, Bruno Zevi e altri fonda la rivista Metron.

Quartieri di Pescara: in azzurro le periferie, in arancione i colli nord, in viola il centro città, in giallo Portanuova, in verde la Pineta ed in rosso i colli sud con San Silvestro.

Nel 1946-47 Piccinato fu chiamato a Pescara per il progetto del Piano Regolatore per la ricostruzione della città, distrutta dai bombardamenti. Piccinato progettò l'arretramento della strada statale Adriatica che sarebbe passata rasente la ferroviaria, anch'essa arretrata verso l'entroterra, prevedendo che Pescara in pochi decenni avrebbe riempito lo spazio lasciato con l'edilizia; progettò la nuova città con ampi viali ortogonali, e aperse lungo il corso piazza della Rinascita, poi Salotto, prevedendo una città sviluppata a T. Malgrado ciò, il Piano fu cambiato e non rispettato dalle amministrazioni locali, sicché presto ci fu un'urbanizzazione veloce e disordinata di Pescara.

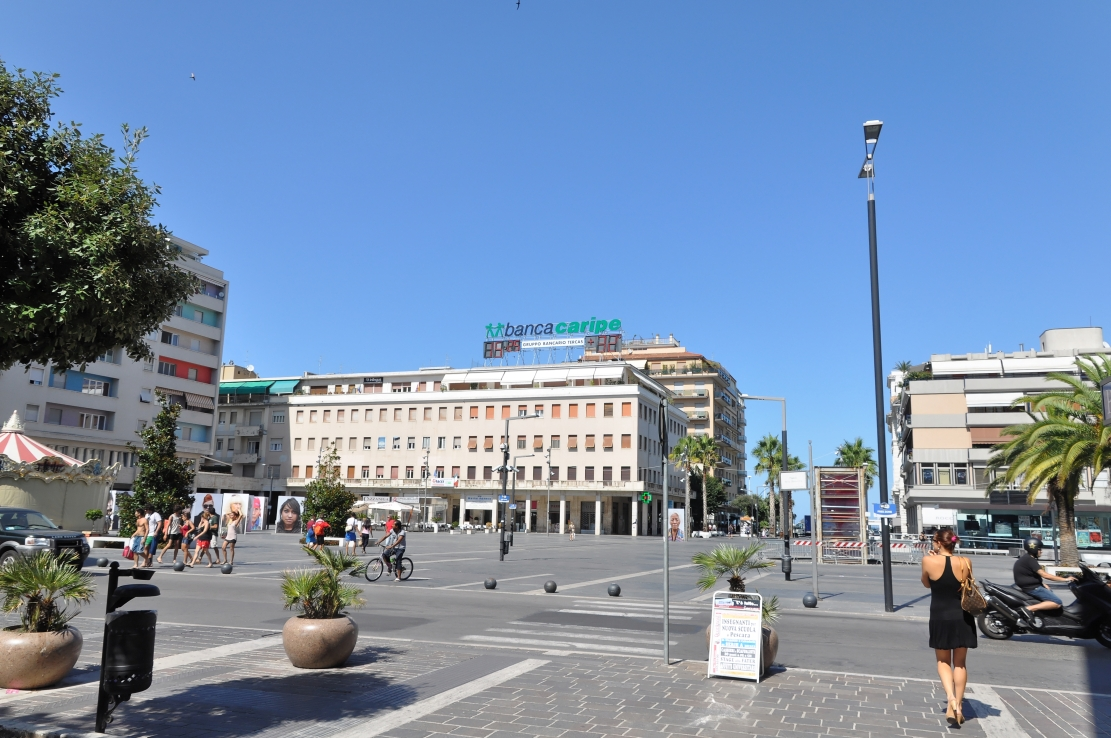
Piazza Salotto, Pescara

Dal 1937 al 1950 svolge attività didattica presso l'Università di Napoli, passando poi, quale Professore Ordinario di Urbanistica, alla Facoltà di Architettura di Venezia, dove rimane fino al 1963, anno in cui si trasferisce alla stessa cattedra della Facoltà di Architettura di Roma.
Professore emerito dal 1975, la sua carriera universitaria comincia fino dai primi anni di laurea con la Libera Docenza in Urbanistica.
È stato consigliere comunale di Roma per il Partito Socialista Italiano dal 1956 al 1960.

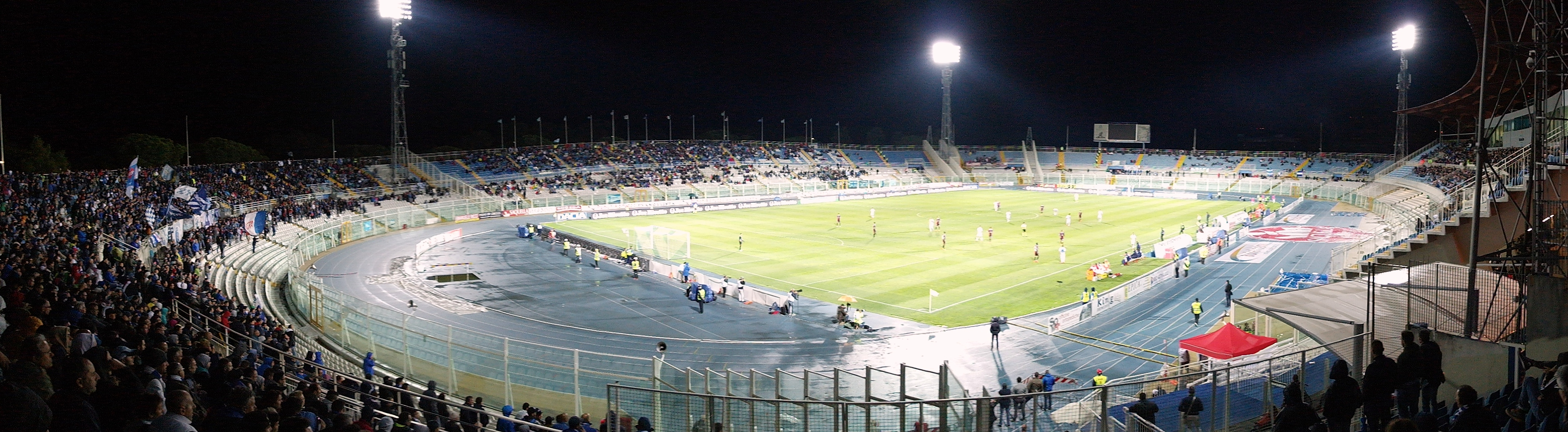
Stadio Adriatico di Pescara, 1955

## Principali opere
- 1927/1935 - Piani Regolatori di Foggia, Benevento, Cagliari, Arezzo, Sabaudia, Catania.
- 1928/1939 - Piano di sistemazione di S. Maria degli Angeli, Assisi (Perugia).
- 1931 - Progetto di casa coloniale e realizzazione, per la V Fiera di Milano.
- 1933 - Complesso per abitazioni e uffici, Sabaudia.
- 1934 - Piani Regolatori di Sabaudia di Napoli.
- 1936/1938 - Liceo Classico di Benevento.
- 1938/1943 - Casa-Albergo (oggi Residence Prati) in Via Nicotera 26 a Roma, con Giulio Landi.
- 1939/1941 - Casa sui monti Parioli in Via Archimede 148 a Roma
- 1939 - Teatro « Puccini » a Milano. Interni del Teatro Mediterraneo a Napoli. Fontane luminose, parco zoologico, giardini, ecc. alla Mostra d'Oltremare a Napoli. Quartiere « Dalmine-Techint » a Buenos Aires. Villaggio-vacanze a Sierra S. Luis (Argentina).

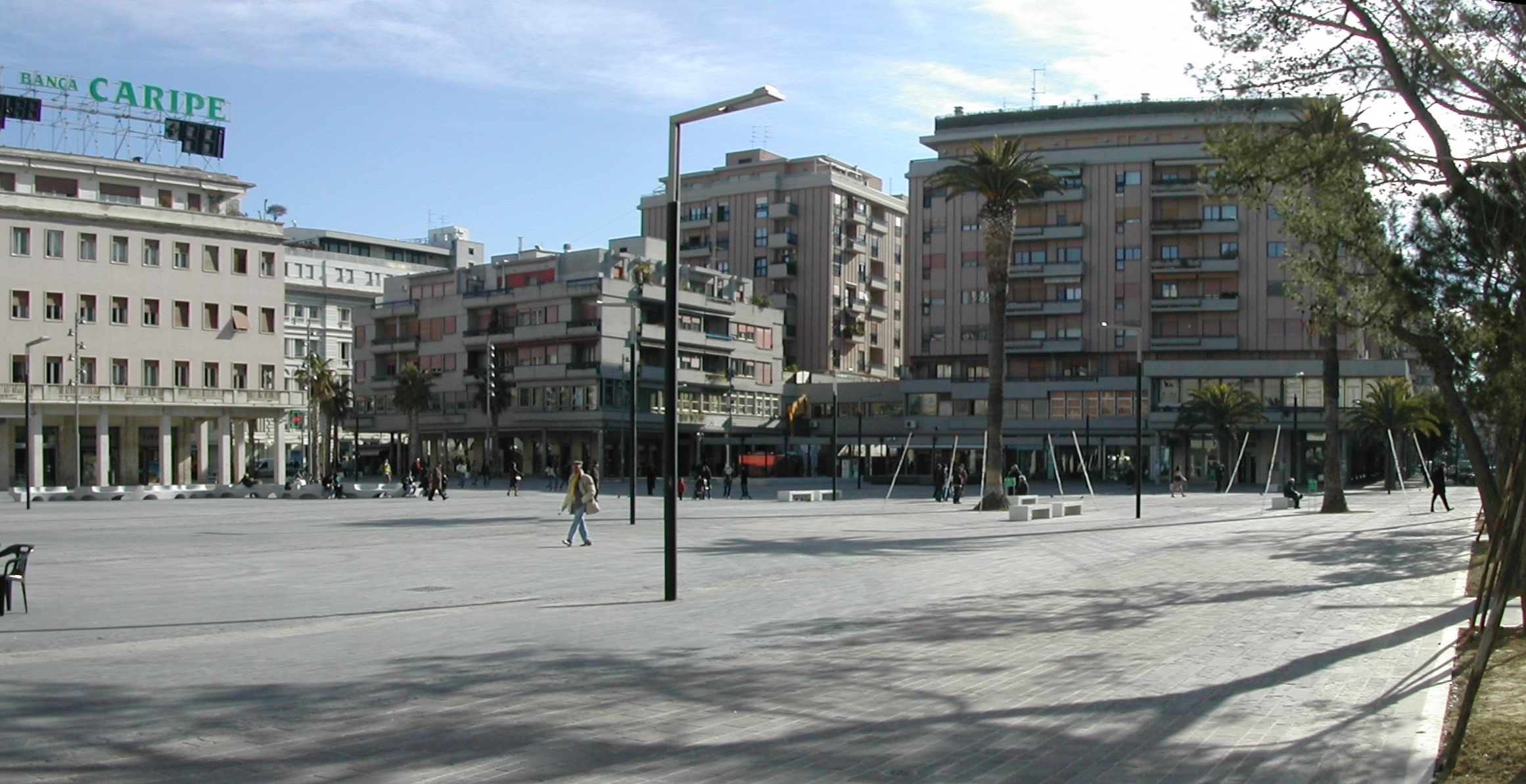
Piazza Salotto, Pescara.

- 1940/1946 - Piani di ricostruzione di Campobasso, Padova, Civitavecchia (Roma), Legnago (Verona), Palestrina (Roma) e Pescara.
- 1943 - Villa Bossiner a Roma. Teatro Quirino a Roma. Casa-albergo di via Nicotera a Roma.
- 1945 - Piano di Ricostruzione di Civitavecchia (Roma)[1].
- 1947 - Piazza della Rinascita detta "Salotto", Pescara.
- 1953 - Piani Regolatori di Matera, Padova, Caprarola (Viterbo), L'Aquila, Siena e Bassano del Grappa (Vicenza).
- 1953/1957 - Nuova sede dell’amministrazione provinciale di Treviso[2].
- 1955 - Stadio Adriatico di Pescara. Chiesa, Municipio e complesso scolastico del quartiere “Borgo Venusio” di Matera. Chiesa, scuola materna, ginnasio e mercato ortofrutticolo coperto del quartiere « Serra Venerdì » di Matera.
- 1956 - Consulente dell'Atakoy Housing Complex, Bakirkoy, Istanbul.
- 1956 - Quartiere IACP, Civitavecchia (Roma).
- 1956/1959 - Piani Regolatori di Benevento, Carrara, Macerata, Venezia, Legnago (Verona) e Rosignano Marittimo (Livorno). Piano Regolatore di Istanbul.Ex sede della Provincia di Treviso (demolita nel 2017[3]).

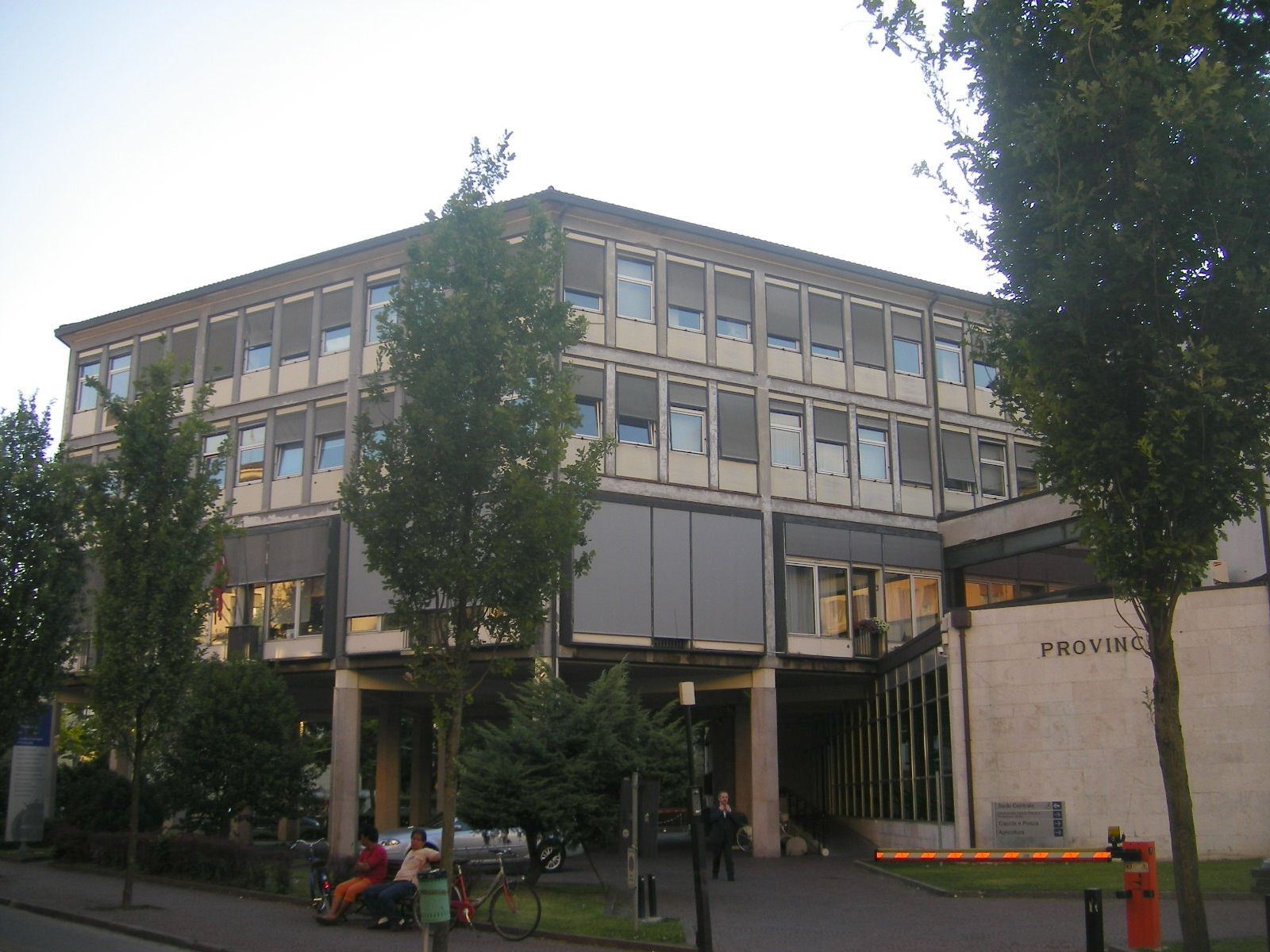
Ex sede della Provincia di Treviso (demolita nel 2017).

- 1959 - Stazione di Napoli Centrale. Nuova città universitaria a Catania.
- 1960 - Quartieri «Santa Chiara» e «Nepi» a Siena.
- 1960/1965 - Piani Regolatori di Pisa, Fano (Pesaro), Catania, Orvieto (Terni), Siena, Gorizia, Grosseto, Latina, Monza (Milano) e soprattutto Roma e Napoli.
- 1962 - Istituti di Botanica e di Zoologia, Catania.
- 1964 - Piano regolatore generale di Bolzano[4].
- 1964 - Collegio per ragazzi, Catania. Palazzo dello sport a Siena.
- 1965 - Sede della succursale del “Monte dei Paschi di Siena” a Grosseto.
- 1966 - Edifici per abitazioni economico-popolari (Legge 167) a Grosseto, quartiere Gorarella. Piano Regolatore di Macerata.
- 1968 - Piano regolatore generale di Civitavecchia (Roma).
- 1970 - Piano regionale della Campania.
- 1970/1972 - Piscina coperta a Taranto.
- 1972 - Piano regolatore generale di Latina.
- 1973 - Piano di risanamento del centro storico di Padova
- 1972/1975 - Centro Direzionale Beni Stabili di Taranto.

## I suoi scritti
- Urbanistica medioevale, Firenze 1943 (nuova ed. Bari 1978)
- La strada come strumento di progettazione urbanistica, Roma 1960
- La progettazione urbanistica, la città come organismo, Padova-Venezia 1988

## Riconoscimenti
Nel 1983 è stato insignito dall'Accademia dei Lincei del Premio Internazionale Feltrinelli per l'Architettura.